# Lomanella peltonychium
Lomanella peltonychium is een hooiwagen uit de familie Triaenonychidae.